# Světový pohár v běhu na lyžích 1984/1985
Světový pohár v běhu na lyžích 1984/85 byl čtvrtým ročníkem Světového poháru v běhu na lyžích pod záštitou Mezinárodní lyžařské federace (FIS). Muži odjeli celkem 10 individuálních závodů a 4 štafety, ženy 11 individuálních závodů a 4 štafety. Celkovými vítězi se stali Švéd Gunde Svan a Norka Anette Bøe.

## Výsledky závodů

### Muži
| No.                                         | Datum             | Místo     | Závod   | Vítěz                   | 2. místo                | 3. místo                | Ref. |
| 1                                           | 9. prosinec 1984  | Cogne     | 15 km   | Pål Gunnar Mikkelsplass | Kari Härkönen           | Gunde Svan              |      |
| 2                                           | 15. prosinec 1984 | Davos     | 30 km   | Ove Aunli               | Pål Gunnar Mikkelsplass | Tor Håkon Holte         |      |
| Mistrovství světa v klasickém lyžování 1985 |                   |           |         |                         |                         |                         |      |
| 3                                           | 18. leden 1985    | Seefeld   | 30 km * | Gunde Svan              | Ove Aunli               | Harri Kirvesniemi       |      |
| 4                                           | 22. leden 1985    | Seefeld   | 15 km * | Kari Härkönen           | Thomas Wassberg         | Maurilio De Zolt        |      |
| 5                                           | 27. leden 1985    | Seefeld   | 50 km * | Gunde Svan              | Maurilio De Zolt        | Ove Aunli               |      |
| 6                                           | 16. únor 1985     | Vitoša    | 15 km   | Gunde Svan              | Tor Håkon Holte         | Pål Gunnar Mikkelsplass |      |
| 7                                           | 16. únor 1985     | Syktyvkar | 15 km   | Gunde Svan              | Tor Håkon Holte         | Christer Majbäck        |      |
| 8                                           | 3. březen 1985    | Lahti     | 50 km   | Tor Haakon Holte        | Jan Ottosson            | Harri Kirvesniemi       |      |
| 9                                           | 9. březen 1985    | Falun     | 30 km   | Gunde Svan              | Giachem Guidon          | Thomas Wassberg         |      |
| 10                                          | 14. březen 1985   | Oslo      | 15 km   | Thomas Wassberg         | Gunde Svan              | Pål Gunnar Mikkelsplass |      |

### Ženy
| No.                                         | Datum             | Místo       | Závod   | Vítěz                   | 2. místo                   | 3. místo                | Ref. |
| 1                                           | 13. prosinec 1984 | Val di Sole | 5 km    | Brit Pettersenová       | Antonina Ordinová          | Lilija Vasilčenková     |      |
| 2                                           | 18. prosinec 1984 | Davos       | 10 km   | Berit Aunli             | Grete Ingeborg Nykkelmo    | Evi Kratzer             |      |
| Mistrovství světa v klasickém lyžování 1985 |                   |             |         |                         |                            |                         |      |
| 3                                           | 19. leden 1985    | Seefeld     | 10 km * | Anette Bøe              | Marja-Liisa Kirvesniemiová | Grete Ingeborg Nykkelmo |      |
| 4                                           | 21. leden 1985    | Seefeld     | 5 km *  | Anette Bøe              | Marja-Liisa Kirvesniemiová | Grete Ingeborg Nykkelmo |      |
| 5                                           | 26. leden 1985    | Seefeld     | 20 km * | Grete Ingeborg Nykkelmo | Brit Pettersenová          | Anette Bøe              |      |
| 6                                           | 14. únor 1985     | Klingenthal | 10 km   | Anette Bøe              | Grete Ingeborg Nykkelmo    | Anfisa Romanovová       |      |
| 7                                           | 18. únor 1985     | Nove Mesto  | 5 km    | Anette Bøe              | Anfisa Romanovová          | Věra Klimková           |      |
| 8                                           | 23. únor 1985     | Syktyvkar   | 20 km   | Raisa Smetaninová       | Evi Kratzer                | Iraida Kljaginová       |      |
| 9                                           | 2. březen 1985    | Lahti       | 5 km    | Marie Risby             | Brit Pettersenová          | Marianne Dahlmo         |      |
| 10                                          | 9. březen 1985    | Falun       | 10 km   | Anette Bøe              | Grete Ingeborg Nykkelmo    | Anna-Lena Fritzon       |      |
| 11                                          | 16. březen 1985   | Oslo        | 20 km   | Anette Bøe              | Grete Ingeborg Nykkelmo    | Brit Pettersenová       |      |

### Týmové závody
| Datum             | Místo       | Závod     | Vítěz                                                                           | 2. místo                                                                 | 3. místo                                                        | Složení | Ref. |
| 13. prosinec 1984 | Val di Sole | 3×5 km    | –                                                                               | –                                                                        | –                                                               | ženy    |      |
| 16. prosinec 1984 | Davos       | 4×10 km   | –                                                                               | –                                                                        | –                                                               | muži    |      |
| 19. prosinec 1984 | Davos       | 4×5 km    | –                                                                               | –                                                                        | –                                                               | ženy    |      |
| 23. leden 1985    | Seefeld     | 4×5 km *  | SSSR Tamara Tichonovová Raisa Smetaninová Lilija Vasilčenková Anfisa Romanovová | Norsko Anette Bøe Anne Jahrenová Grete Ingeborg Nykkelmo Berit Aunli     | NDR Manuela Drescher Gaby Nestler Antje Misersky Ute Noacková   | ženy    |      |
| 24. leden 1985    | Seefeld     | 4×10 km * | Norsko Arild Monsen Pål Gunnar Mikkelsplass Tor Håkon Holte Ove Aunli           | Itálie Marco Albarello Giorgio Vanzetta Maurilio De Zolt Giuseppe Ploner | Švédsko Erik Östlund Thomas Wassberg Thomas Eriksson Gunde Svan | muži    |      |
| 16. únor 1985     | Vitoša      | 4×10 km   | –                                                                               | –                                                                        | –                                                               | muži    |      |
| 10. březen 1985   | Falun       | 4×10 km   | –                                                                               | –                                                                        | –                                                               | muži    |      |
| 10. březen 1985   | Falun       | 4×5 km    | –                                                                               | –                                                                        | –                                                               | ženy    |      |
| 17. březen 1985   | Falun       | 4×10 km   | –                                                                               | –                                                                        | –                                                               | muži    |      |
| 17. březen 1985   | Falun       | 4×5 km    | –                                                                               | –                                                                        | –                                                               | ženy    |      |

- Poznámka: Závody označené * byly součástí Mistrovství světa v klasickém lyžování 1985, výsledky se však započítávaly i do hodnocení Světového poháru

## Celkové pořadí
| Umístění | Lyžař                   | Země      | Body |
| -------- | ----------------------- | --------- | ---- |
| 1.       | Gunde Svan              | Švédsko   | 152  |
| 2.       | Tor Haakon Holte        | Norsko    | 117  |
| 3.       | Ove Aunli               | Norsko    | 114  |
| 3.       | Thomas Wassberg         | Švédsko   | 114  |
| 5.       | Pål Gunnar Mikkelsplass | Norsko    | 100  |
| 6.       | Torgny Mogren           | Švédsko   | 85   |
| 7.       | Kari Härkönen           | Finsko    | 73   |
| 8.       | Giachem Guidon          | Švýcarsko | 71   |
| 9.       | Harri Kirvesniemi       | Finsko    | 66   |
| 10.      | Geir Holte              | Norsko    | 65   |

| Umístění | Lyžařka                 | Země             | Body |
| -------- | ----------------------- | ---------------- | ---- |
| 1.       | Anette Bøe              | Norsko           | 144  |
| 2.       | Grete Ingeborg Nykkelmo | Norsko           | 123  |
| 3.       | Brit Pettersenová       | Norsko           | 113  |
| 4.       | Berit Aunli             | Norsko           | 96   |
| 5.       | Evi Kratzerová          | Švýcarsko        | 93   |
| 6.       | Ute Noacková            | Východní Německo | 91   |
| 6.       | Anfisa Romanovová       | Sovětský svaz    | 91   |
| 8.       | Marie Risby             | Švédsko          | 85   |
| 8.       | Raisa Smetaninová       | Sovětský svaz    | 85   |
| 10.      | Marjo Matikainenová     | Finsko           | 80   |